# Eleventh Street School
Eleventh Street School fue una escuela histórica ubicada en Gadsden, Alabama, Estados Unidos.

## Historia
Construida en 1907, es la escuela pública más antigua de Gadsden. En 1926 se agregó una adición de 8 aulas, un comedor y otras dos salas. El edificio funcionó como escuela hasta 1962, y luego sirvió como centro de educación para adultos y almacenamiento y oficinas para la junta de educación de la ciudad. El edificio fue incluido en el Registro Nacional de Lugares Históricos en 1984.

## Descripción
El edificio es de dos plantas con sótano parcialmente sobre rasante. La fachada tiene escalones de piedra que conducen a un pórtico poco profundo, con dos columnas jónicas que sostienen una cornisa dentada. Sobre el pórtico se encuentra una ventana palladiana.